# Farid Hafez
 (juin 2022).
La mise en forme du texte ne suit pas les recommandations de Wikipédia : il faut le « wikifier ».
Les points d'amélioration suivants sont les cas les plus fréquents. Le détail des points à revoir est peut-être précisé sur la page de discussion.
- Les titres sont pré-formatés par le logiciel. Ils ne sont ni en capitales, ni en gras.
- Le texte ne doit pas être écrit en capitales (les noms de famille non plus), ni en gras, ni en italique, ni en « petit »…
- Le gras n'est utilisé que pour surligner le titre de l'article dans l'introduction, une seule fois.
- L'italique est rarement utilisé : mots en langue étrangère, titres d'œuvres, noms de bateaux, etc.
- Les citations ne sont pas en italique mais en corps de texte normal. Elles sont entourées par des guillemets français : « et ».
- Les listes à puces sont à éviter, des paragraphes rédigés étant largement préférés. Les tableaux sont à réserver à la présentation de données structurées (résultats, etc.).
- Les appels de note de bas de page (petits chiffres en exposant, introduits par l'outil «  Source ») sont à placer entre la fin de phrase et le point final[comme ça].
- Les liens internes (vers d'autres articles de Wikipédia) sont à choisir avec parcimonie. Créez des liens vers des articles approfondissant le sujet. Les termes génériques sans rapport avec le sujet sont à éviter, ainsi que les répétitions de liens vers un même terme.
- Les liens externes sont à placer uniquement dans une section « Liens externes », à la fin de l'article. Ces liens sont à choisir avec parcimonie suivant les règles définies. Si un lien sert de source à l'article, son insertion dans le texte est à faire par les notes de bas de page.
- La présentation des références doit suivre les conventions bibliographiques. Il est recommandé d'utiliser les modèles {{Ouvrage}}, {{Chapitre}}, {{Article}}, {{Lien web}} et/ou {{Bibliographie}}. Le mode d'édition visuel peut mettre en forme automatiquement les références.
- Insérer une infobox (cadre d'informations à droite) n'est pas obligatoire pour parachever la mise en page.

Pour une aide détaillée, merci de consulter Aide:Wikification.
Si vous pensez que ces points ont été résolus, vous pouvez retirer ce bandeau et améliorer la mise en forme d'un autre article.
Farid Hafez (né le 23 décembre 1981) est un politologue autrichien au département de sciences politiques et de sociologie de l'Université de Salzbourg, et le Center Associate à The Bridge Initiative de l'Université de Georgetown.

## Vie antérieure
Hafez est né à Ried im Innkreis, Autriche le 23 décembre 1981. Après avoir déménagé dans la capitale Vienne et passé son premier diplôme en sciences politiques, il a terminé ses études et obtenu son doctorat à l'Université de Vienne en 2009,.

## Carrière académique
Peu de temps avant de présenter sa thèse, dans laquelle il a analysé les débats parlementaires sur l'interdiction des mosquées et des minarets dans deux comtés autrichiens, il a publié son premier livre 'Islamophobia in Austria' avec le spécialiste du Moyen-Orient John Bunzl.
Depuis lors, Hafez a publié de nombreux ouvrages sur l'islamophobie. En 2010, il a fondé l'annuaire des études sur l'islamophobie En 2015, il a créé le Rapport européen sur l'islamophobie, qu'il édite désormais avec le politologue Enes Bayrakli pour l'Institut Leopold Weiss, LWI, basé à Vienne, en Autriche. Farid Hafez a également publié sur l'islam et l'extrême droite pour la Brookings Institution.
Il est membre de la faculté affiliée du Centre pour la sécurité, les droits et la race de l'Université Rutgers et membre de la faculté affiliée du Projet de recherche et de documentation sur l'islamophobie (IRDP) de l'Université de Californie, Berkeley. Il est également membre affilié de la faculté et membre érudit du Center for Right-Wing Studies de l'Université de Californie, Berkeley et l'éditeur de nombreux ouvrages sur l'islamophobie.
De 2008 à 2010, Hafez a fait des recherches au département du droit de la religion et de la culture de l'université de Vienne, avant de commencer à enseigner à l'école normale musulmane de Vienne (2009 à 2014). En 2014, il a été chercheur invité à l'université Columbia.
Durant l'année universitaire 2016/17, il a été Fulbright-Botstiber Professeur invité d'études austro-américaines à UC Berkeley. Hafez avait enseigné au département d'études orientales de la Université de Vienne ainsi qu'à l'Université de Klagenfurt.
Ses recherches actuelles au Département des sciences politiques de l'Université de Salzbourg portent sur les mouvements de jeunesse musulmans en Europe.
Il enseigne également dans un certain nombre d'institutions académiques non universitaires, telles que la Global Citizenship Alliance [28]. En 2015, il a fait partie du corps professoral de La bourse Ariane de Rothschild. Hafez fait également partie du comité de rédaction du Journal of Austrian-American History.

## Prix
En 2020, Farid Hafez a reçu le prix "Islam on the Edges" du Center for Islam in the Contemporary World (CICW) de l'Université Shenandoah.
En 2009, Farid Hafez a reçu le prix Bruno Kreisky (Anerkennungspreis) du Karl-Renner-Institut du livre politique de l'année 2009 pour son livre " L'islamophobie en Autriche ".
Le magazine culturel autrichien a désigné Farid Hafez comme l'un des 100 " Autrichiens à l'avenir particulier ".

## Parutions publiques
Hafez publie régulièrement dans des médias d'information autrichiens et internationaux comme Haaretz, Daily Sabah, Der Standard et Die Presse. Il est fréquemment interviewé par des médias internationaux, dont la BBC, The Washington Post et Democracy Now.

## Principales positions scientifiques
Hafez s'identifie à ce qu'il appelle " l'approche postcoloniale informée par les études sur le racisme " dans l'étude de l'islamophobie.
Bon nombre des mesures prises pour réglementer les relations entre l'islam et l'État révèlent une approche qui, d'une part, tente de donner à l'islam une place dans leur société, tandis que, d'autre part, renvoie clairement à un imaginaire stéréotypé du musulman, où la notion d'Europe représente les lumières, la modernité et le progressisme, tandis que l'islam et les musulmans représentent le contraire. Nous pouvons donc observer une notion de "civilisation" de l'islam qui remonte à l'époque coloniale et qui introduit une division entre le bon et le mauvais musulman, le premier se soumettant à l'État et à ses règles, et le second restant le musulman non civilisé, barbare et étranger, enclin aux extrémismes et au fanatisme et incapable de s'intégrer à la modernité. Les dispositifs de l'islam révélés ici montrent que les États légitiment leur ingérence sur la base de cet imaginaire implicitement reproduit des mauvais musulmans, et s'efforcent ainsi de " civiliser " les sujets musulmans, nous rappelant à nouveau le " fardeau de l'homme blanc ".
L'article le plus cité de Hafez est 'Shifting borders : Islamophobia as common ground for building pan-European right-wing unity ", qui est paru dans la revue à comité de lecture Patterns of Prejudice. Dans cet article, Hafez soutient que "l'islamophobie est devenue un outil utile pour les partis de droite afin de mobiliser les électeurs dans de nombreux États-nations européens" et que, parallèlement, il s'est produit un changement de la part des partis d'extrême droite anciennement antisémites "afin d'être plus largement acceptés dans les sociétés dominantes en se distanciant d'un ancien profil antisémite."
Le concept de " populisme islamophobe " de Hafez a acquis un certain attrait dans la recherche sur les partis politiques d'extrême droite contemporains en Europe. Il a développé le concept de " populisme islamophobe " en synthétisant les concepts de populisme, islamophobie à l'aide de l'analyse critique du discours.

## Rapport européen sur l'islamophobie
La publication phare, co-éditée par Hafez et rédigée par un collectif de plus de 40 auteurs. de toute l'Europe est le Rapport européen sur l'islamophobie annuel. 
Parmi les auteurs figurent le professeur de littérature anglaise Olivier Esteves de France, le sociologue James Carr d'Irlande, la politologue Ineke van der Valk des Pays-Bas, l'anthropologue Sindre Bangstad et le professeur d'études sur l'Holocauste Cora Alexa Døving de Norvège, le polonais Konrad Pędziwiatr, spécialiste des sciences sociales, historien Hikmet Karčić de Bosnie, sociologue Aleksandra Lewicki d'Allemagne, le sociologue italien Alfredo Alietti, la sociologue Ana Frank de Ljubljana, le professeur d'études religieuses Mattias Gardell de Suède et l'historien Aristote Kallis de Grèce.
Depuis 2021, le rapport est publié par l'Institut Leopold Weiss conjointement avec plusieurs institutions américaines telles que l'Institut Othering & Belonging de l'UC Berkeley dirigé par John A. Powell, le Centre pour la sécurité, la race et les droits de l'Université Rutgers.

## Citations et présence mondiale dans les bibliothèques
À la mi-septembre 2021, Google Scholar recense 1005 citations des œuvres de Hafez ; le H-Index est de 11. OCLC WorldCat Identities recense actuellement 56 œuvres de l'auteur dans 130 publications en 2 langues et 1 203 fonds de bibliothèques. 24 de ses essais figurent dans Scopus.

## Livres
Hafez a un vaste dossier de publications. Il est l'auteur, le co-auteur ou l'éditeur de plus de 100 publications, dont de nombreux articles dans des revues universitaires de haut niveau.
En tant qu'auteur unique :
- Feindbild Islam. Zur Salonfähigkeit von Rassismus, Wien : Böhlau Verlag & V&R unipress. (L'islamophobie. L'intégration du racisme)
- "Mein Name ist Malcolm X : Das Leben eines Revolutionärs". (Mon nom est Malcolm X : La vie d'un révolutionnaire)
- Islamophober Populismus : Moschee- und Minarettbauverbote österreichischer Parlamentsparteien (Populisme islamophobe. Débats sur l'interdiction des mosquées et des minarets).
- Anas Schakfeh : Das österreichische Gesicht des Islams (Anas Schakfeh : Le visage autrichien de l'Islam)
- "Islamisch-politische Denker : Eine Einführung in die islamisch-politische Ideengeschichte (Les penseurs de la politique islamique : une introduction à la pensée politique islamique)
- Jung, muslimisch, österreichisch. (Jeune, musulman, autrichien.) (Jeune, musulman, autrichien)

En tant que (co-)éditeur :
- Islamophobia in Muslim Majority Societies (avec Enes Bayrakli)
- Islamophobie in Österreich (, Islamophobie en Autriche, avec John Bunzl)
- Depuis 2010 : Islamophobia Studies Yearbook.
- From the Far Right to the Mainstream : Islamophobia in Party Politics and the Media (avec Humayun Ansari)
- Depuis 2016, European Islamophobia Report (avec Enes Bayraklı).

Articles dans des revues à comité de lecture (extrait) :
- 2020 : Hafez, Farid. 'Unwanted Identities. The 'Religion Line' and Global Islamophobia', Development 63, 9-19 (2020).
- 2019 : 'From Jewification to Islamization : Antisémitisme politique et islamophobie dans la politique autrichienne hier et aujourd'hui', ReOrient, vol. 4, n° 2, printemps 2019, 197-220.
- 2019 : (avec Rijad Dautovic) 'Institutionalising Islam in Contemporary Austria : A Comparative Analysis of the Austrian Islam Act of 2015 and Austrian Religion Acts with Special Emphasis on the Israelite Act of 2012', Oxford Journal of Law and Religion, Volume 8, Issue 1, February 2019, Pages 28-50 (première publication le 11 juin 2018).
- 2018 : L'islamophobie au niveau de la rue et du gouvernement dans les pays des Quatre Visegrád, Patterns of Prejudice, Volume 52, 2018 - Numéro 5 : 436-447.
- 2018 : 'Schools of Thought in Islamophobia Studies : Préjugés, racisme et décolonialité'. Revue des études sur l'islamophobie 4.2 (2018) : 210-225.
- 2018 : (avec Enes Bayraklı et Léonard Faytre) 'Engineering a European Islam : Une analyse des tentatives de domestication des musulmans européens en Autriche, en France et en Allemagne ", Insight Turquie, vol 20, n° 3, été 2018, 131-156.
- 2018 : (avec Reinhard Heinisch) 'Breaking with Austrian Consociationalism : How the Rise of Rightwing Populism and Party Competition have changed Austria's Islam Politics', Politics and Religion, Volume 11, Issue 3, September 2018, pp. 649-678.
- 2017 : From Harlem to the Hoamatlond. Hip Hop, Malcolm X, et l'activisme musulman en Autriche', Journal of Austrian-American History, Vol. 1, No. 2 (2017), pp. 159-180.
- 2017 : 'Protestations musulmanes contre la loi sur l'islam en Autriche. An Analysis of Austrian Muslim's Protest against the 2015 Islam Law', Journal of Muslim Minority Affairs, 2017, Vol. 37 , Iss. 3, 2017, 267-283.
- 2017 : Whose Austria ? Muslim Youth Challenge Nativist and Closed Notions of Austrian Identity', Anthropology of the Middle East, 12:1, Summer 2017 : 38-51.
- 2017 : " Débattre de la loi sur l'islam de 2015 au Parlement autrichien : Entre reconnaissance légale et populisme islamophobe " Discours et Société , VOL 28, NUMÉRO 4, 2017, PP. 392-412.
- 2016 : " PEGIDA au Parlement ? Explaining the Failure of PEGIDA in Austria" Politique et société allemandes 34 (4) 2016 : 101-118.
- 2016 : " Comparer l'antisémitisme et l'islamophobie : l'état des lieux " Islamophobia Studies Journal 3 (2) Spring 2016 : 16-34.
- 2016 : "Les battements politiques dans les Alpes : On Politics in the Early Stages of Austrian Hip Hop Music" Journal of Black Studies 47 (7) Juin 2016 : 730-752.
- 2014 : "Discipliner le 'sujet musulman'.  Le rôle des agences de sécurité dans l'établissement de la théologie islamique au sein de l'académie de l'État" Islamophobia Studies Journal 2 (2) Fall 2014 : 43-57.
- 2014 : Le déplacement des frontières : L'islamophobie comme pierre angulaire de la construction de l'unité de la droite paneuropéenne, in : Patterns of Prejudice, vol. 48, n°5, décembre 2014,pp. 1-21.